# Lanaken
Lanaken é um município da Bélgica localizado no distrito de Tongeren, província de Limburgo, região da Flandres.
O município de Lanaken consiste nas seguintes localidades: Lanaken propriamente dita, Rekem, Neerharen, Gellik, Veldwezelt, Smeermaas e Kesselt.

## Galeria
|  |  |